# Лейкв'ю (Луїзіана)
Лейкв'ю (англ. Lakeview) — переписна місцевість (CDP) в США, в окрузі Каддо штату Луїзіана. Населення — 818 осіб (2020).

## Географія
Лейкв'ю розташований за координатами 32°31′25″ пн. ш. 93°49′47″ зх. д. / 32.52361° пн. ш. 93.82972° зх. д. (32.523725, -93.829847).  За даними Бюро перепису населення США в 2010 році переписна місцевість мала площу 2,18 км², уся площа — суходіл.

## Демографія
Згідно з переписом 2010 року, у переписній місцевості мешкало 948 осіб у 424 домогосподарствах у складі 250 родин. Густота населення становила 435 осіб/км².  Було 485 помешкань (222/км²).
Расовий склад населення:
| - 70,1 % — білих - 26,4 % — чорних або афроамериканців - 1,9 % — корінних американців - 0,1 % — азіатів |

До двох чи більше рас належало 0,8 %. Частка іспаномовних становила 4,0 % від усіх жителів.
За віковим діапазоном населення розподілялося таким чином: 21,0 % — особи молодші 18 років, 62,2 % — особи у віці 18—64 років, 16,8 % — особи у віці 65 років та старші. Медіана віку мешканця становила 43,8 року. На 100 осіб жіночої статі у переписній місцевості припадало 107,4 чоловіків;  на 100 жінок у віці від 18 років та старших — 101,3 чоловіків також старших 18 років.
Середній дохід на одне домашнє господарство  становив 63 214 долари США (медіана — 36 563), а середній дохід на одну сім'ю — 82 633 долари (медіана — 50 708). За межею бідності перебувало 9,6 % осіб, у тому числі 0,0 % дітей у віці до 18 років та 9,3 % осіб у віці 65 років та старших.
Цивільне працевлаштоване населення становило 354 особи. Основні галузі зайнятості: освіта, охорона здоров'я та соціальна допомога — 40,1 %, роздрібна торгівля — 15,0 %, будівництво — 13,6 %.